# Музей сучасного мистецтва (Х'юстон)
Х'юстонський музей сучасного мистецтва — музей у Х'юстоні, Техас, присвчений сучасному мистецтву. Музей не має своїх колекцій, його діяльність акцентує увагу на найкращих витворах міжнародного, національного та регіонального сучасного мистецтва.

## Історія
Музей сучасного мистецтва займає будівлю нержавіючої сталі у центрі х'юстонського «Museum District». Дуже впізнавана будівля була спроєктована для Музею Сучасного мистецтва нагороджений архітектором Гуннарсом Біркертсом та відкрила свої двері у 1970 році.

## Виставкова діяльність
На початку 1980-х років силами Х'юстонського музею сучасного мистецтва, започаткували «FotoFest».